# Labops verae
Labops verae är en insektsart som beskrevs av Knight 1929. Labops verae ingår i släktet Labops och familjen ängsskinnbaggar. Inga underarter finns listade i Catalogue of Life.